# ALEKS
ALEKS (Assessment and LEarning in Knowledge Spaces) ist eine webbasierte  Lehr- und Lernanwendung, die dem Lernenden für ein bestimmtes Wissensgebiet eine Lernumgebung bereitstellt. Sie beruht auf der mathematischen Theorie der Wissensräume.

## Methode

### Grundlagen Wissensräume
In Wissensräumen wird Wissen nach didaktischen Gesichtspunkten in Lerneinheiten gegliedert. Dabei wird auch festgelegt, welche Abhängigkeiten zwischen diesen Einheiten bestehen, welche Einheiten also verstanden sein müssen, damit weitere Einheiten erfolgreich verstanden werden können.
Vorab wird zunächst mit einer Reihe von Test-Fragen der Kenntnisstand des Lernenden, seine Stärken und Schwächen ermittelt. Beschrieben wird dieser Kenntnisstand durch die Lerneinheiten innerhalb des Wissensraums, die der Lernende bereits sicher beherrscht. Auch im weiteren Lernverlauf wird immer wieder überprüft, welches Wissen nur kurzfristig verstanden wurde und welche Einheiten sicher beherrscht werden.
In einem zweiten Schritt ermittelt ALEKS, für welche noch nicht beherrschten Lerneinheiten die Voraussetzungen erfüllt sind, um sie sich erfolgreich anzueignen. Diese Einheiten werden dem Lernenden dann zum Wissenserwerb angeboten. Dafür werden ihm Erläuterungen und Übungsaufgaben mit wachsendem Schwierigkeitsgrad präsentiert, bis der Lernende auch diese Lerneinheit sicher beherrscht.

### Mathematische Grundlagen
Die kombinatorische Struktur der möglichen Zustände des Wissens wird Wissensraum (engl.: knowledge space) genannt. Wissensräume wie auch der Algorithmus zum Auffinden individueller optimaler Wege durch den Wissensraum basieren auf der Theorie der Kern- und Hüllensysteme. Die Theorie der Wissensräume weist damit auch starke Parallelen zur Formalen Begriffsanalyse auf.

## Entwicklung
Die von ALEKS verwendeten mathematischen Strukturen wurden von dem kalifornischen Psychologen Jean-Claude Falmagne in Zusammenarbeit mit dem belgischen Mathematiker Jean-Paul Doignon entwickelt und zunächst Wissensräume genannt. Später wurde die Theorie unter dem Namen Lernräume weiter verfeinert.
Die Entwicklung von ALEKS begann 1994 an der University of California, Irvine (UCI), mit Unterstützung durch die National Science Foundation. 2013 wurde die ALEKS Corporation von McGraw-Hill Education übernommen.

## Abgedeckte Wissensgebiete und Verbreitung
ALEKS bietet über 100 Kurse in Mathematik, Chemie und  Wirtschaftswissenschaften in den Sprachen Englisch und Spanisch an. Konzipiert sind sie für den Einsatz in mittleren und höheren Schulen und an Universitäten wie auch für den Heimunterricht. ALEKS ist vor allem in den USA verbreitet. Die Lernumgebung wird von McGraw-Hill Education gegen Lizenzgebühr vertrieben; eine kostenlose Testversion ist auf der Website von ALEKS verfügbar.